# Estefania Blanes León
Estefania Blanes León (Alcoi, 1976) és una política valenciana, delineant de professió i diputada a les Corts Valencianes a la X Legislatura.
Titulada com a tècnica superior en delineació en l'especialitat de construcció, ha treballat en l'àmbit industrial, de la construcció i l'urbanístic. En l'àmbit polític milita a Esquerra Unida del País Valencià (EUPV) pel qual fou regidora al seu municipi de 2014 a 2019, en aquesta darrera legislatura com a portaveu local del grup municipal Guanyar Alcoi.
Forma part de l’Assemblea Política i Social d'Izquierda Unida i és membre del Consell Polític Nacional i de la Comissió Executiva d'EUPV com a responsable de política institucional.
Fou elegida diputada a les Corts Valencianes a les eleccions de 2019.